# Matragona
Matragona (990 m) – szczyt w Bieszczadach Zachodnich, w paśmie granicznym.
Nazwa wywodzi się z języka wołoskiego (por. rum. mătrăgună – "wilcza jagoda"). Po raz pierwszy pojawiła się w dokumentach w 1511 r.
Masyw Matragony tworzy krótki, przebiegający w przybliżeniu równoleżnikowo grzbiet, na zachodzie i wschodzie opierający się odpowiednio o doliny Osławy oraz Solinki. Kulminacja znajduje się w jego wschodniej części, odbiega stąd ku północy niewielkie ramię opadające do przełęczy Przysłup (749 m n.p.m.), za którą rozciąga się pasmo Wysokiego Działu. Około 1 km na zachód jest drugi, niższy wierzchołek (903 m n.p.m.). Stoki są strome, najbardziej w dolinie Solinki. Wyjątkiem jest południowe zbocze, które poniżej 800 m n.p.m. znacznie łagodnieje, a następnie łączy się z głównym grzbietem pasma granicznego. Cały masyw porasta bukowy las, ale znajdują się w nim zarastające polanki, z których rozciągają się ograniczone panoramy widokowe.
Matragona znajduje się na granicy miejscowości Żubracze i Maniów. Nie biegną przez nią żadne znakowane szlaki turystyczne, wytrawni turyści mogą jednak wejść na szczyt drogą do zrywki drzewa z Maniowa.
W 1992 powstał w Sanoku zespół Orkiestra Jednej Góry Matragona, którego nazwa i muzyka inspirowana jest tym miejscem.

## Galeria

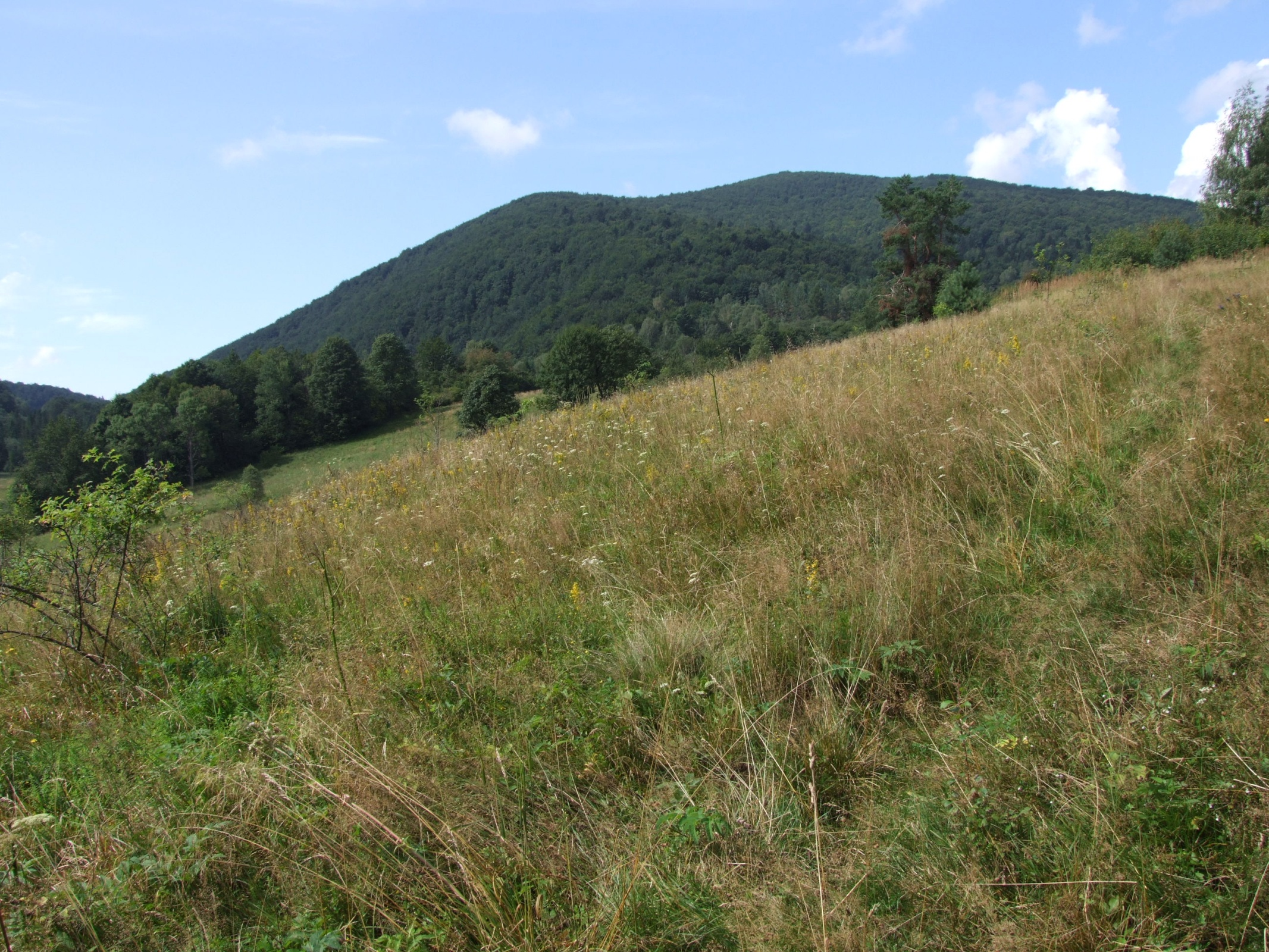
Widok z doliny Solinki
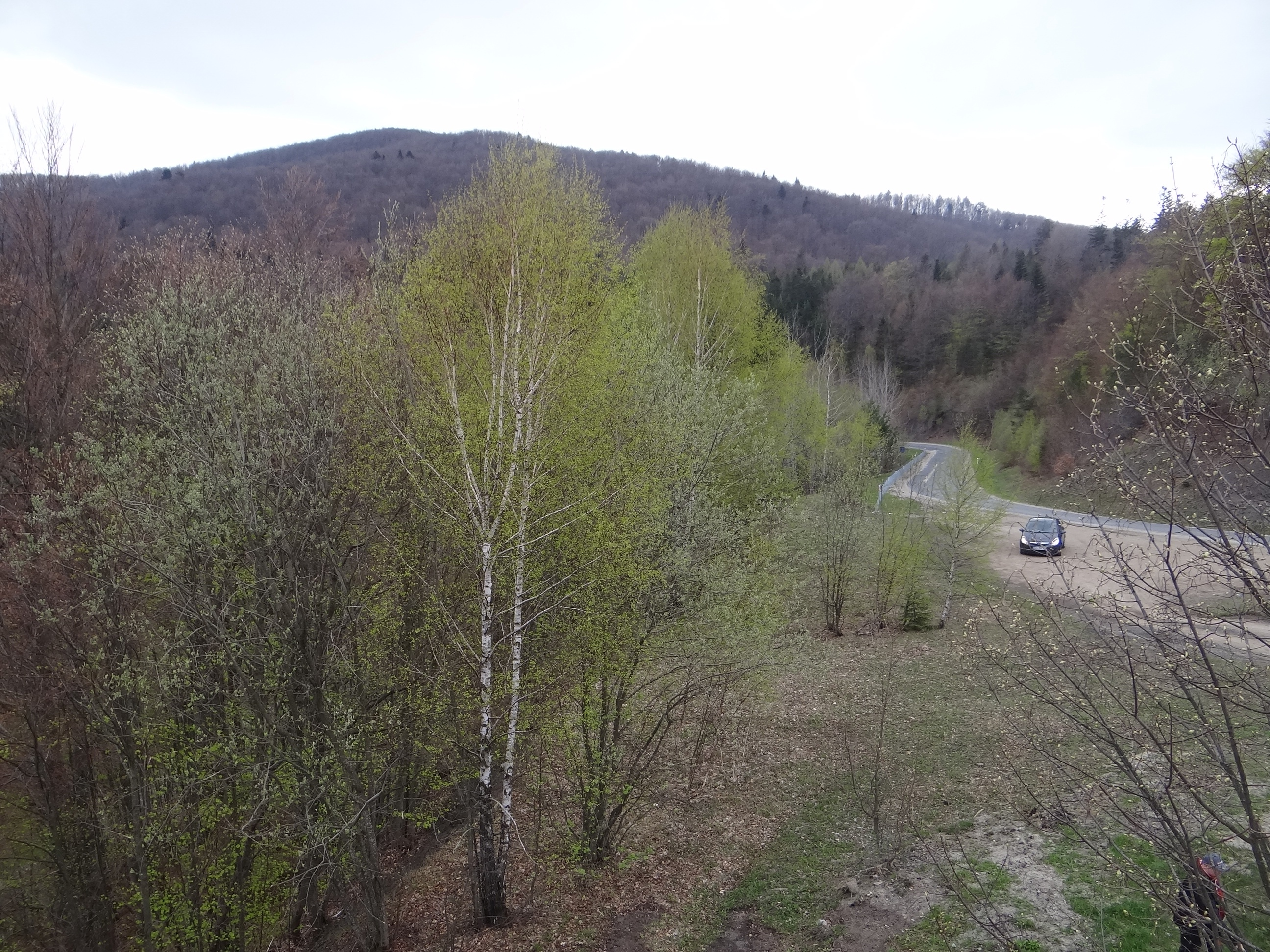
Widok na Matragonę z punktu widokowego poniżej przełęczy Przysłup
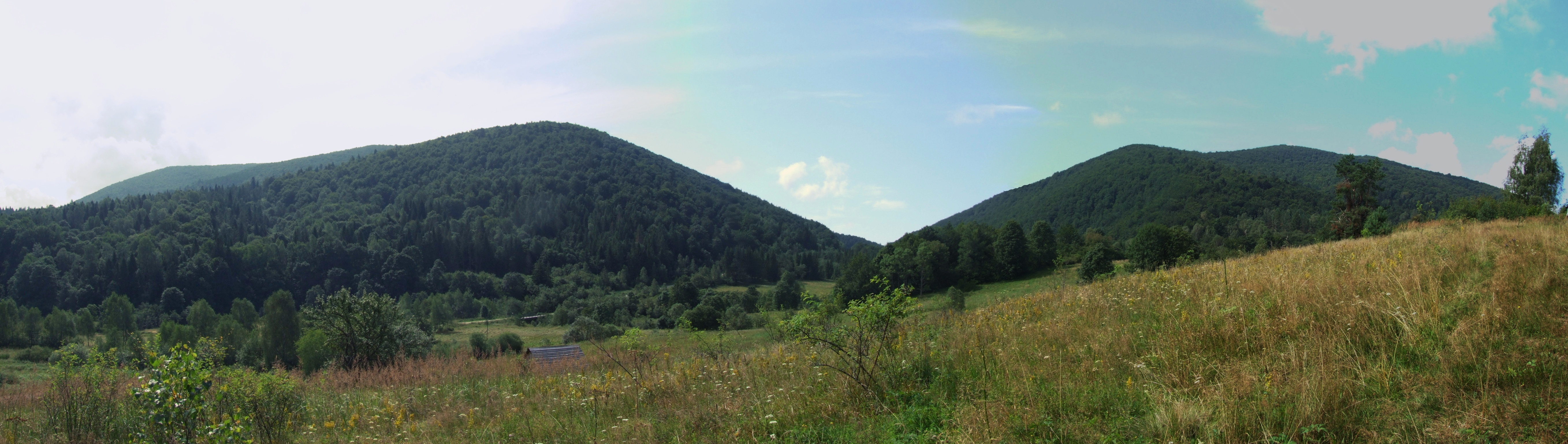
Od lewej: Berdo, dolina Solinki i Matragona Widok z doliny Solinki
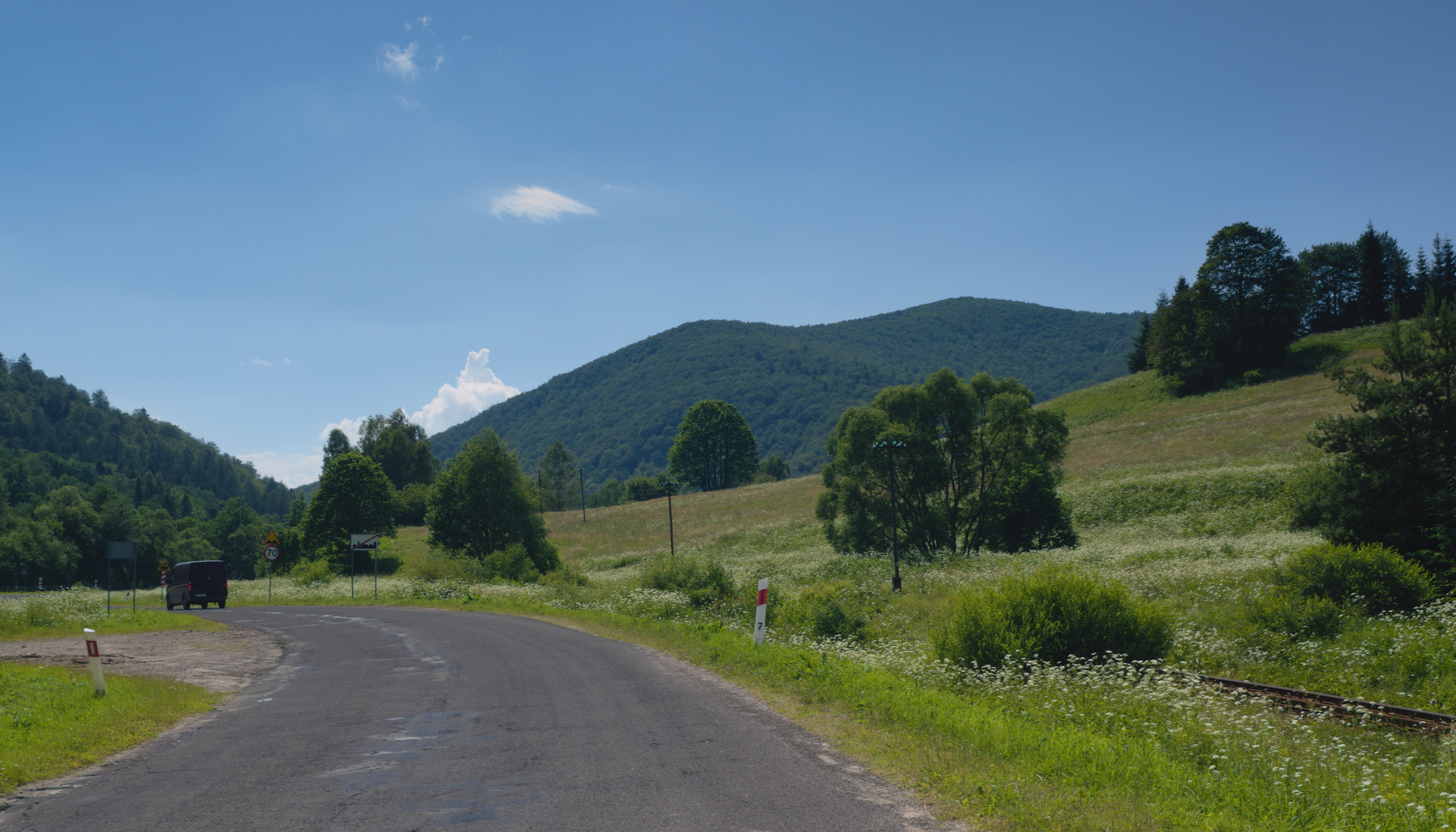
Matragona, widok z Żubraczego (2020)